# Scapaniaceae
Famille
Les Scapaniaceae sont une famille de Marchantiophyta (hépatiques) de l'ordre des Jungermanniales.

## Liste des genres
Selon GBIF (18 septembre 2024) :
- Diplophyllum (Dumort.) Dumort.
- Douinia (C.E.O.Jensen) H.Buch
- Macrodiplophyllum (H.Buch) Perss.
- Protochilopsis A.V.Troitsky, Bakalin & Fedosov
- Pseudotritomaria Konstant. & Vilnet
- Saccobasis H.Buch
- Scapania (Dumort.) Dumort.
- Schistochilopsis (N.Kitag.) Konstant.

## Systématique
Le nom correct de ce taxon est Scapaniaceae Mig., 1904,.
Scapaniaceae a pour synonyme :
- Diplophyllaceae

### Publication originale
- (de) W. Migula, Flora von Deutschland, Österreich und der Schweiz : im Anschluss an Thomé's Flora von Deutschland bearbeitet, vol. 5, Allemagne, Friedrich von Zezschwitz, 1904, 512 p. (lire en ligne), p. 479.